# Fenestrulina jocunda
Fenestrulina jocunda är en mossdjursart som beskrevs av Hayward och Ryland 1990. Fenestrulina jocunda ingår i släktet Fenestrulina och familjen Microporellidae. Inga underarter finns listade i Catalogue of Life.